# Monticola angolensis
El roquero angoleño (Monticola angolensis) es una especie de ave paseriforme de la familia Muscicapidae propia del norte del África austral y el sur del África central.

## Descripción
El roquero angoleño mide entre 16 y 18 cm de largo. El macho tiene las partes superiores y la garganta de color gris azulado, con un moteado negro variable en las alas. Sus partes inferiores son de color canela anaranjado, salvo una mancha blanca en el bajo vientre y la base inferior de la cola. Las hembras son similares a los machos aunque más claras, con más motas en la parte superior, y la parte inferior blanca se extiende por todo el vientre y se difumina con el anaranjado del pecho.

## Distribución y hábitat
Se encuentra únicamente en las sabanas arboladas de la región comprendida entre el norte del África austral y el sur del África central. Distribuido por Angola, Botsuana, Burundi,  Malawi, Mozambique, República Democrática del Congo, Ruanda, Tanzania, Zambia y Zimbabue.